# Eve Jobs
Eve Jobs (Palo Alto, 30 aprile 1998) è una cavallerizza statunitense, vincitrice della medaglia di bronzo nell'equitazione ai Giochi Panamericani 2019 nella gara a squadre.

## Biografia
È la figlia di Steve Jobs e di Laurene Powell Jobs, seconda moglie di Jobs.

## Palmarès
- Giochi panamericani
- Lima 2019: medaglia di bronzo nell'equitazione a squadre[2]